# Serra Azul de Minas
Serra Azul de Minas là một đô thị thuộc bang Minas Gerais, Brasil. Đô thị này có diện tích 222,706 km², dân số năm 2007 là 4307 người, mật độ 19,9 người/km².